# A. Shanboganahalli
A. Shanboganahalli là một làng thuộc tehsil Nagamangala, huyện Mandya, bang Karnataka, Ấn Độ.